# Black History Month

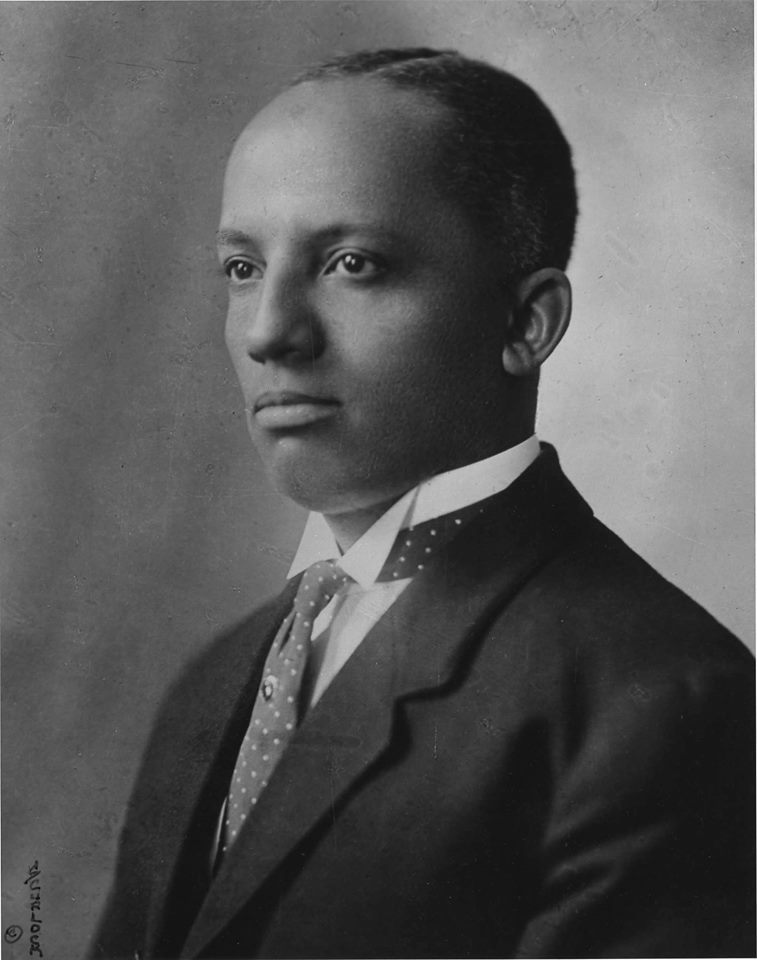
Carter G. Woodson (1875–1950), Initiator der Negro History Week, dem Vorläufer des Black History Month

Der Black History Month wird in den Vereinigten Staaten (dort auch African American History Month) und Kanada alljährlich im Februar gefeiert, um Leistungen, Geschichte und Kultur der afrikanischen Diaspora besonders zu würdigen. Im Vereinigten Königreich und Irland findet er dagegen im Oktober statt.

## Geschichte

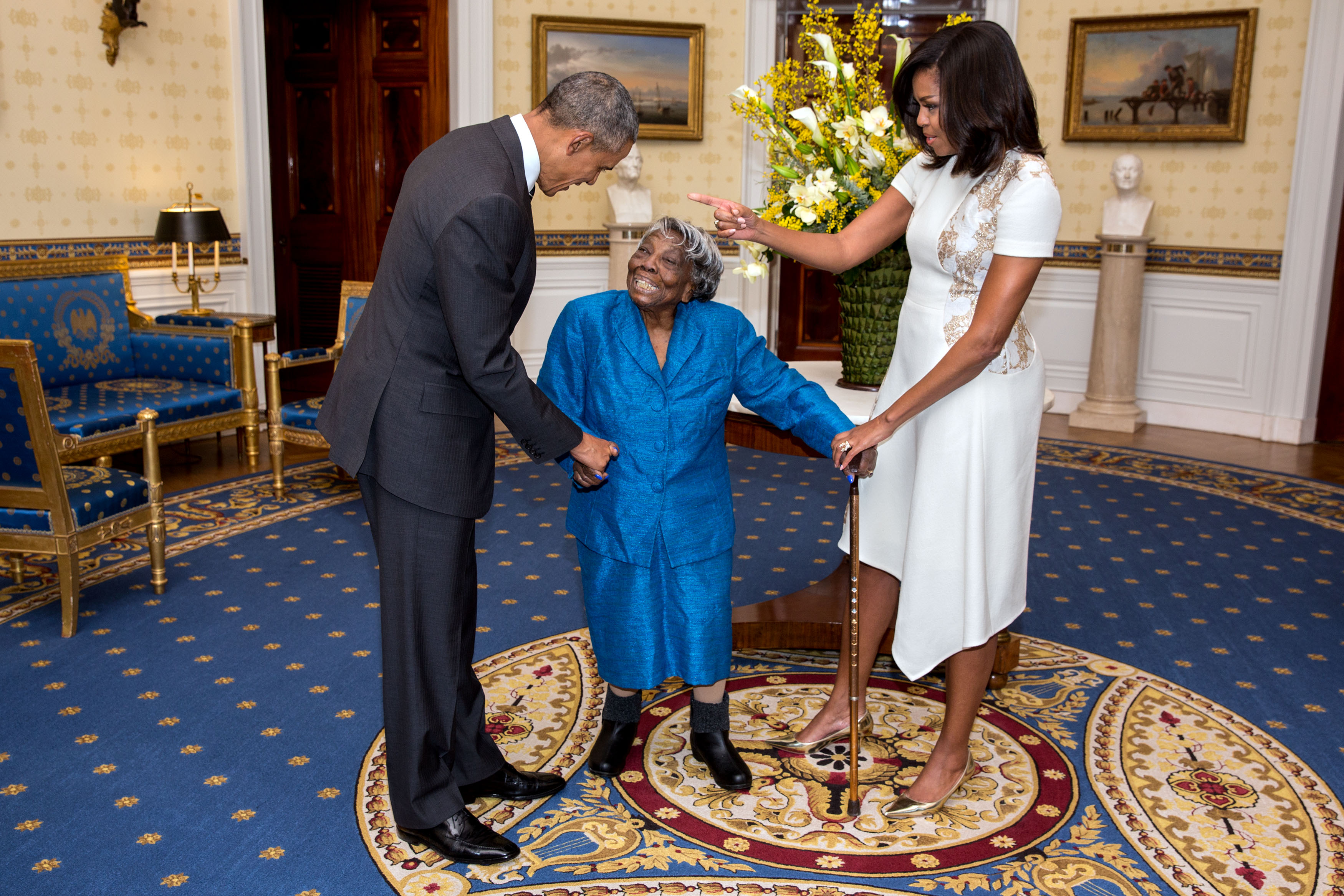
Präsident Barack Obama und First Lady Michelle Obama mit der 106-jährigen Virginia McLaurin im Weißen Haus vor einem Empfang zur Feier des African American History Month am 18. Februar 2016.

### Ursprung
Vorgänger des Black History Month war die Negro History Week, die in der zweiten Februarwoche gefeiert wurde. Initiiert wurde diese 1926 von Carter G. Woodson, der heute auch als „Vater der Schwarzen Geschichte“ bekannt ist. Der Historiker Woodson, Sohn ehemaliger Sklaven, reiste im Sommer 1915 wie tausende andere Afroamerikaner nach Chicago zum 50-jährigen Jubiläum der Abschaffung der Sklaverei. Die Feierlichkeiten umfassten auch Ausstellungen zur Schwarzen Geschichte, darunter eine eigene von Woodson. Inspiriert durch den Andrang auf die mehrwöchige Veranstaltung gründete Woodson im September mit  A. L. Jackson und drei weiteren die Association for the Study of African American Life and History (ASALH). Sein Ziel war es die breite Öffentlichkeit auf den Beitrag von Afroamerikanern zur Geschichte ihres Landes aufmerksam zu machen. 1916 gründete er The Journal of Negro History. 1926 kündigte er über einen Zeitungsbericht die Negro History Week an. Den Februar wählte Woodson deshalb, weil in diesem Monat der Präsident Abraham Lincoln am 12. Februar und Frederick Douglass, ehemaliger Sklave und späterer Abolitionist und Schriftsteller, als Annahme am 14. Februar geboren wurden. Beide Geburtstage wurden bereits in der afroamerikanischen Bevölkerung gefeiert, sodass sich die zweite Februarwoche als Erweiterung dieser Tradition anbot. Die Negro History Week inspirierte landesweit Schulen und andere Einrichtungen zu Veranstaltungen rund um die afroamerikanische Geschichte und etablierte sich in den folgenden Jahren mehr und mehr. Anfang der 70er Jahre wandelte der Name sich zu Black History Week. Während der Black-Power- und weiteren Bürgerrechtsbewegungen weiteten sich die Feierlichkeiten aus und 1976 expandierte die ASALH sie im Zuge dessen offiziell von einer Woche auf den ganzen Februar als Black History Month. Präsident Gerald Ford erklärte 1976 während der Feierlichkeiten zum 200-jährigen Jubiläum der Unabhängigkeitserklärung der Vereinigten Staaten den Monat Februar offiziell zum Black History Month. In einer Erklärung rief er dazu auf die „Gelegenheit zu ergreifen, die zu oft vernachlässigten Leistungen Schwarzer Amerikaner in allen Bereichen unserer Geschichte zu würdigen“. Gesetzlich festgehalten wurde der Black History Month wenig später unter Präsident Jimmy Carter.

### Jüngere Geschichte
Inzwischen findet der Black History Month nicht nur an Bildungseinrichtungen statt, sondern hat eine breitere Akzeptanz. Auch viele amerikanische Unternehmen greifen den Black History Month in Produkten, Werbespots und Projekten auf. Am 18. Februar 2016 besuchte die 106-jährige Virginia McLaurin das Weiße Haus anlässlich des Black History Month. In einem viral gehenden Video antwortete sie auf die Frage Präsident Barack Obamas wieso sie hier sei: „Ein Schwarzer Präsident. Eine Schwarze Ehefrau. Und ich bin hier, um Schwarze Geschichte zu feiern.“ Im Jahr 2021 wurde eine Version des Liedes Biko von Peter Gabriel von dem Multimedia-Musikprojekt Playing for Change aufgenommen und zu Ehren des Black History Month veröffentlicht, 40 Jahre nach der ersten Veröffentlichung des Songs. Mehr als 25 Musiker aus sieben Ländern wirkten an der Aufnahme mit, darunter die beninische Sängerin und Aktivistin Angélique Kidjo, der Cellist Yo-Yo Ma und der Bassist Meshell Ndegeocello. Google entfernte Mitte 2024 Hinweise auf den Black History Month und unter anderem den Women’s History Month aus dem Google Kalender. Nach Beginn der zweiten Präsidentschaft von Donald Trump strichen einige US-Bundesbehörden den Black History Month und ähnliche Veranstaltungen.

## Themen
Das Thema des Black History Month in den USA wird jedes Jahr durch die ASALH gewählt. Für 2022 war es beispielsweise „Schwarze Gesundheit und Wohlbefinden“, für 2023 „Schwarzer Widerstand“ und für 2024 „Afroamerikaner und die Künste“. Für 2025 wurde das Thema „Afroamerikaner und Arbeit“ ausgewählt. Es zielt darauf ab, die Erfahrungen und Auswirkungen verschiedener Arten durch Schwarze Menschen geleisteter Arbeit hervorzuheben und zu würdigen – beispielsweise nennt die ASALH die landwirtschaftliche Arbeit der versklavten Afrikaner, die Bedeutung von Berufsausbildung, Selbsthilfestrategien und Unternehmertum in Schwarzen Gemeinden und die Rolle von Gewerkschaften im Kampf gegen wirtschaftliche und soziale Ungerechtigkeit.
- 1928: Civilization: A World Achievement
- 1929: Possibility of Putting Negro History in the Curriculum
- 1930: Significant Achievements of the Negro
- 1931: Neglected Aspects of Negro History
- 1932: What George Washington Bicentennial Commission Fail to Do
- 1933: Ethiopia Meets Error in Truth
- 1934: Contribution of the Negro in Poetry, in Painting, in Sculpture and in Science
- 1935: The Negro Achievements in Africa
- 1936: African Background Outlined
- 1937: American Negro History from the Time of Importation from Africa up to the Present Day
- 1938: Special Achievements of the Race: Oratory, Drama, Music, Painting, Sculpture, Science and Inventions
- 1939: Special Achievements of the Race: Religion, Education, Business, Architecture, Engineering, Innovation, Pioneering
- 1940: Negro Labor
- 1941: The Career of Frederick Douglass
- 1942: The Negro in Democracy
- 1943: The Negro in the Modern World
- 1944: The Negro and the New Order
- 1945: The Negro and Reconversion
- 1946: Let us Have Peace
- 1947: Democracy Possible only Through Brotherhood
- 1948: The Whole Truth and Nothing but the Truth
- 1949: The Use of Spirituals in the Classroom
- 1950: Outstanding Moments in Negro History
- 1951: Eminent Negroes in World Affairs
- 1952: Great Negro Educators (Teachers)
- 1953: Negro History and Human Relations
- 1954: Negro History: A Foundation for Integration
- 1955: Negro History: A Contribution to America’s Intercultural Life
- 1956: Negro History in an Era of Changing Human Relations
- 1957: Negro History
- 1958: Negro History: A Factor in Nationalism and Internationalism
- 1959: Negro History: A Foundation for a Proud America
- 1960: Strengthening America Through Education in Negro History and African Culture
- 1961: Freedom and Democracy for the Negro after 100 years (1861-1961)
- 1962: Negro History and a New Birth of Freedom
- 1963: Negro History Evaluates Emancipation (1863-1963)
- 1964: Negro History: A Basis for the New Freedom
- 1965: Negro History: Freedom’s Foundation
- 1966: Freedom from Racial Myths and Stereotypes Through Negro History
- 1967: Negro History in the Home, School, and the Community
- 1968: The Centennial of the Fourteenth Amendment Afro American History Week
- 1969: Changing the Afro American Image through History
- 1970: 15th Amendment and Black America in the Century (1870-1970)
- 1971: African Civilization and Culture: A Worthy Historical Background
- 1972: African Art, Music, Literature; a Valuable Cultural Experience
- 1973: Biography Illuminates the Black Experience
- 1974: Helping America Understand
- 1975: Fulfilling America’s Promise: Black History Month
- 1976: America for All Americans
- 1977: Heritage Days: The Black Perspective; the Third Century
- 1978: Roots, Achievements and Projections
- 1979: History: Torch for the future
- 1980: Heritage for America
- 1981: Black History: Role Model for Youth
- 1982: Afro American Survival
- 1983: Afro Americans in the United States
- 1984: Afro Americans and Education
- 1985: Afro American Family
- 1986: Afro American Experience: International Connection
- 1987: Afro Americans and the Constitution from Colonial Times to the Present
- 1988: Constitutional Status of Afro Americans in the 21st Century
- 1989: Afro Americans and Religion
- 1990: Seventy-Five Years of Scholarly Excellence: A Homage to Our Forebearers
- 1991: Educating America: Black Universities and Colleges, Strengths and Crisis
- 1992: African Roots Experience New Worlds, Pre-Columbus to Space Exploration
- 1993: Afro-American Scholars: Leaders, Activists and Writers
- 1994: Empowering Black Americans
- 1995: Reflections on 1895: Douglass, Du Bois & Washington
- 1996: Black Women
- 1997: African Americans and Civil Rights; a Reprisal
- 1998: Black Business
- 1999: Legacy of African American Leadership for the Present and the Future
- 2000: Heritage and Horizons: The African American Legacy and the Challenges for the 21st Century
- 2001: Creating and Defining the African American Community: Family, Church Politics and Culture
- 2002: The Color Line Revisited: Is Racism Dead?
- 2003: The Souls of Black Folks: Centennial Reflections
- 2004: Before Brown, Beyond Boundaries: Commemorating the 50th Anniversary of Brown v. Board of Education
- 2005: The Niagara Movement: Black Protest Reborn, 1905-2005
- 2006: Celebrating Community: A Tribute to Black Fraternal, Social, and Civil Institutions
- 2007: From Slavery to Freedom: Africans in the Americas
- 2008: Carter G. Woodson and the Origins of Multiculturalism
- 2009: The Quest for Black Citizenship in the Americas
- 2010: The History of Black Economic Empowerment
- 2011: African Americans and the Civil War
- 2012: Black Women in American Culture and History
- 2012: President Barack Obama National Black History Month Proclamation
- 2013: At the Crossroads of Freedom and Equality: The Emancipation Proclamation and the March on Washington
- 2014: Civil Rights in America
- 2015: A Century of Black Life, History, and Culture
- 2016: Hallowed Grounds: Sites of African American Memories
- 2017: The Crisis in Black Education
- 2018: African Americans in Times of War
- 2019: Black Migrations
- 2020: African Americans and the Vote
- 2021: The Black Family: Representation, Identity, and Diversity
- 2022: Black Health and Wellness
- 2023: Black Resistance
- 2024: African Americans and the Arts
- 2025: African Americans and Labor

## Black History Month außerhalb der Vereinigten Staaten
Im Vereinigten Königreich wird der Black History Month im Oktober gefeiert. Die Feierlichkeiten fanden erstmals 1987 statt. Zu den Mit-Initiatorinnen der britischen Variante zählt die Schulleiterin und Aktivistin Betty Campbell (1934–2017). Sie gilt als erste Schwarze Schulleiterin in Wales und lehrte in ihrem Unterricht selbst Schwarze Geschichte. Campbell erklärte dazu einmal: „Ich habe mir die Schwarze Geschichte angesehen, die Karibik, Afrika und die Sklaverei und die Auswirkungen. Es gab Leute, die sagten: "Das solltest du nicht unterrichten." Warum nicht? Es passierte. Kindern sollte dies zu Bewusstsein geführt werden.“
In Kanada wurde der Februar 1995 durch das House of Commons einstimmig als Black History Month anerkannt. Voraus ging ein Antrag der ersten ins Parlament gewählten Schwarzen Kanadierin Jean Augustine. 2008 erkannte auch der Senat von Kanada nach einem Antrag des ersten Schwarzen Senators Kanadas Donald Oliver den Februar offiziell als Black History Month an.
Irland war 2014 das vierte Land, das einen Black History Month offiziell einführte. Ähnlich wie im Vereinigten Königreich wird dieser im Oktober gefeiert.
Auch in Deutschland gab es seit den 90er Jahren Veranstaltungen zum Black History Month nach US-amerikanischem Vorbild unter anderem durch die Initiative Schwarze Menschen in Deutschland.
In Frankreich wurde ein erster Black History Month 2018 in Bordeaux durch den Verein Mémoires & Partages organisiert. Seit 2022 findet er auch in Paris, Le Havre, La Rochelle, Bayonne und Guadeloupe statt. Für 2022 war der Monat der Tänzerin Josephine Baker gewidmet, die im Zweiten Weltkrieg der Résistance angehörte.
Im Februar 2020 wurde erstmals in sieben afrikanischen Ländern der Black History Month gefeiert, initiiert durch die von Mélina Seymour gegründete Organisation Africa Mondo. Teilnehmerländer waren Benin, Burkina Faso, Kamerun, die Elfenbeinküste, die Komoren, der Senegal und der Tschad. Ab 2021 wurde dagegen ein African History Month im März gefeiert.

## Rezeption und Kontroversen
Bereits bei Einführung des Black History Month wurde dieser kontrovers diskutiert. Gegner argumentieren, dass der Unterricht afrozentrischer amerikanischer Geschichte unehrlich und spaltend sei, und nicht dazu beitrage Kinder auf das Berufsleben vorzubereiten. Hinsichtlich Unehrlichkeit schrieb beispielsweise die Altphilologin Mary Lefkowitz, dass „afrozentrische Mythologien der antiken Welt“ entstanden seien. Eine andere Kritik ist, dass der Unterricht afroamerikanischer Geschichte nicht auf einen Monat begrenzt sein sollte. Weiterhin wird die vereinfachte Heroisierung einzelner Personen kritisiert. Der Schauspieler Morgan Freeman bezeichnete den Black History Month 2005 als „lächerlich“ und ergänzte „Ich möchte keinen Black History Month. Schwarze Geschichte ist amerikanische Geschichte.“. Befürworter sehen im Black History Month und dem Unterricht afroamerikanischer Geschichte allgemein dagegen eine Förderung der kulturellen Vielfalt und des Selbstbewusstseins der afroamerikanischen Bevölkerung, sowie eine Richtigstellung zahlreicher Mythen der eurozentrischen Geschichtsschreibung.